# Не зассал
«Не зассал» — четвёртый альбом группы «Хуй забей». Включён в сводку «100 магнитоальбомов советского рока» Александра Кушнира. По мнению А. Кушнира, пластинка была выпущена в период «идеологического пика» коллектива: «Звук на нем выстраивал задумчивый флегматичный человек по имени Афанас. Карабас играл на гитаре и пел, а Бегемот время от времени разражался речитативами и с выражением декламировал стихи. Свободное цитирование этих опусов вызывает определенные затруднения».

## Тематика альбома
Как и первые альбомы группы, «Не зассал» был сделан в стёбном стиле, с использованием ненормативной лексики.

## Список композиций
1. Лошадь
2. Акула
3. Талалихин
4. Мудак
5. Бляха
6. Ментофелия
7. Троцкий
8. Жена
9. Ламбада
10. Не товарищ
11. Бац
12. Под носом
13. Безобразия
14. Лезешь
15. Буфетчица
16. Запил
17. Сабантуй
18. Зойка
19. 600 секунд
20. За Верку
21. Не одно
22. Целки
23. Не зассал
24. Парадокс
25. Пчела
26. Природа
27. Механизатор
28. Художник

## Участники записи
- Бегемот (Бажанов Игорь Вячеславович) — поэт, вокалист, все гитары
- Карабас (Капцов Владимир Борисович) — композитор, вокалист
- Андрей Репа — ударные
- Найк Борзов — ударные, подпевки
- Вика — песенки, стишок
- Дима — скрипка
- Медведев — гитара
- Афанас — звук